# Besloten Hof (Herentals)

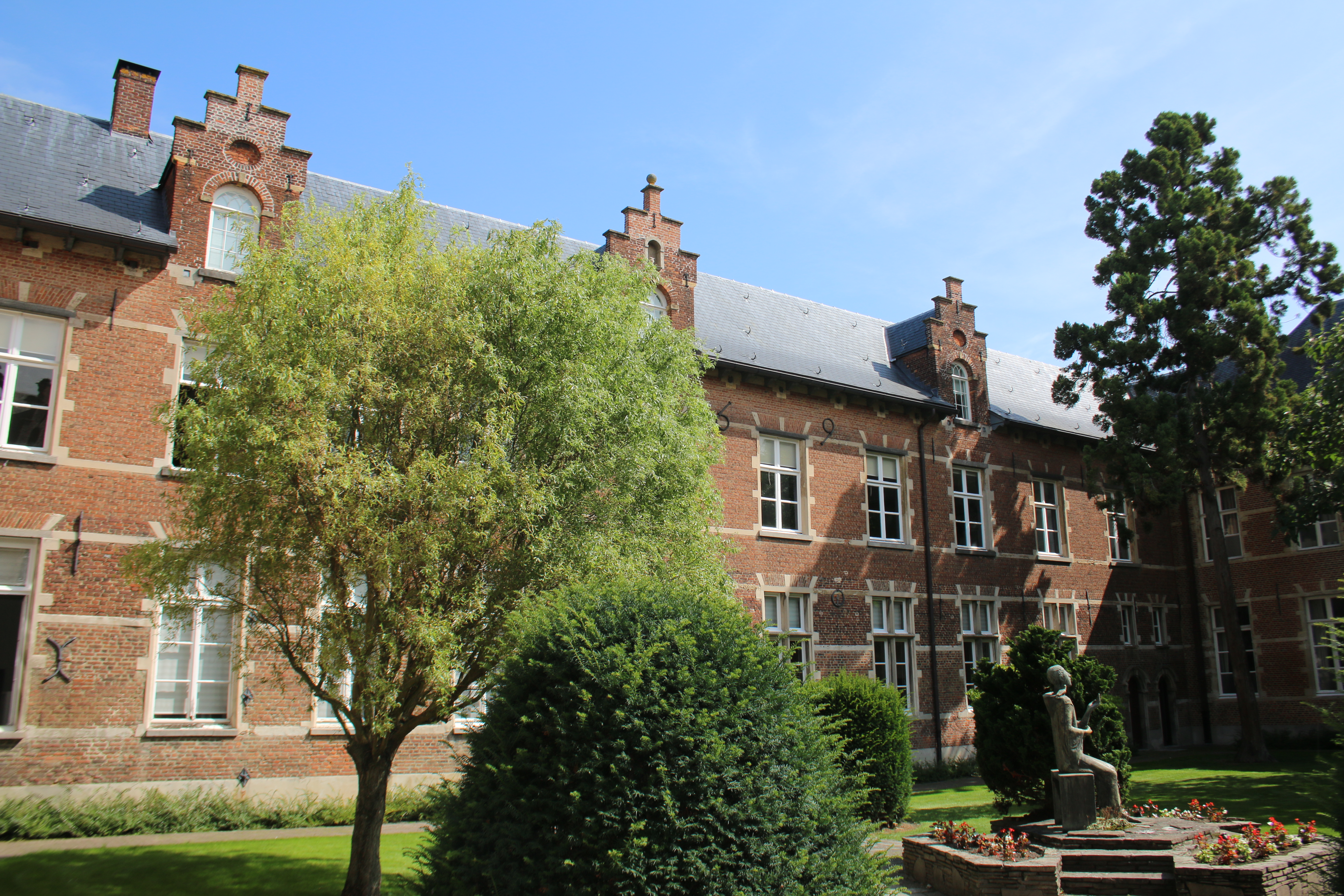
Binnenplein van het Besloten Hof.

Het Besloten Hof is een kloostergebouw uit 1693 dat zich bevindt in de Belgische stad Herentals aan de Nonnenstraat 12.
In 1410 werd op deze plaats door de Abdij van Tongerlo een norbertinessenklooster gesticht met de naam: Onze Lieve Vrouwe van het Besloten Hof. In 1796 moesten de zusters de abdij verlaten. Te Tongerlo zijn nog een aantal 16e-eeuwse gradualen aanwezig die afkomstig zijn uit dit klooster.
In 1836 werd hier onder de naam Sint-Jozefsdal een klooster van de franciscanessen-penitentinnen gesticht dat ook tegenwoordig nog bestaat. De kapel werd in 1855 gebouwd, nadat de oorspronkelijk gotische kapel in de 18e eeuw was gesloopt. De zusters gaven onderwijs, onder meer aan de basisschool. In 2005 ging de laatste zuster die als onderwijzeres fungeerde met pensioen. In 2006 woonden er nog 46 zusters, die voor het merendeel een hoge leeftijd hadden. De zusters uit omliggende kloosters, zoals Arendonk en Olen, kwamen allen naar Herentals, waarna hun oorspronkelijke kloosters gesloten werden.

## Afbeeldingen

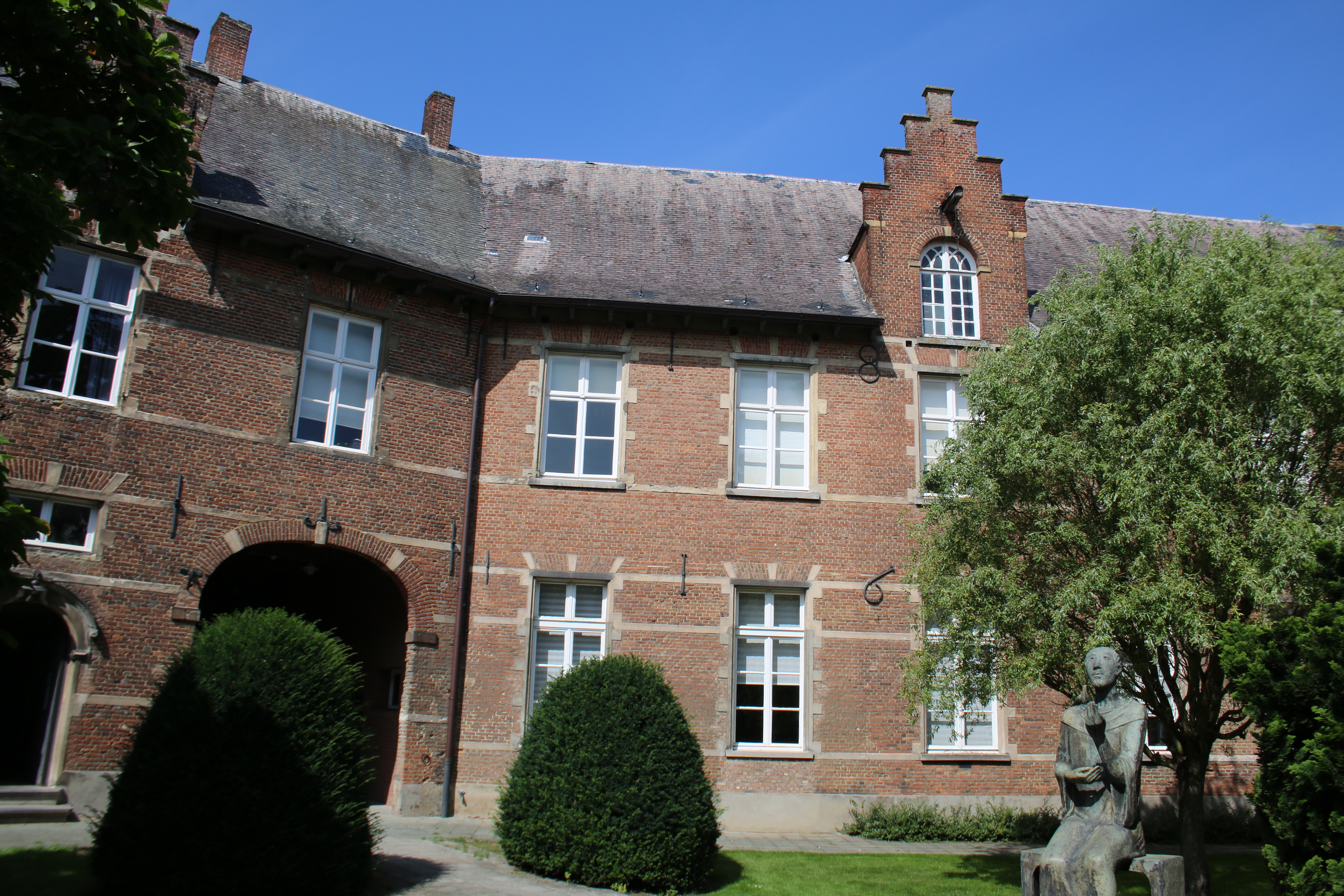
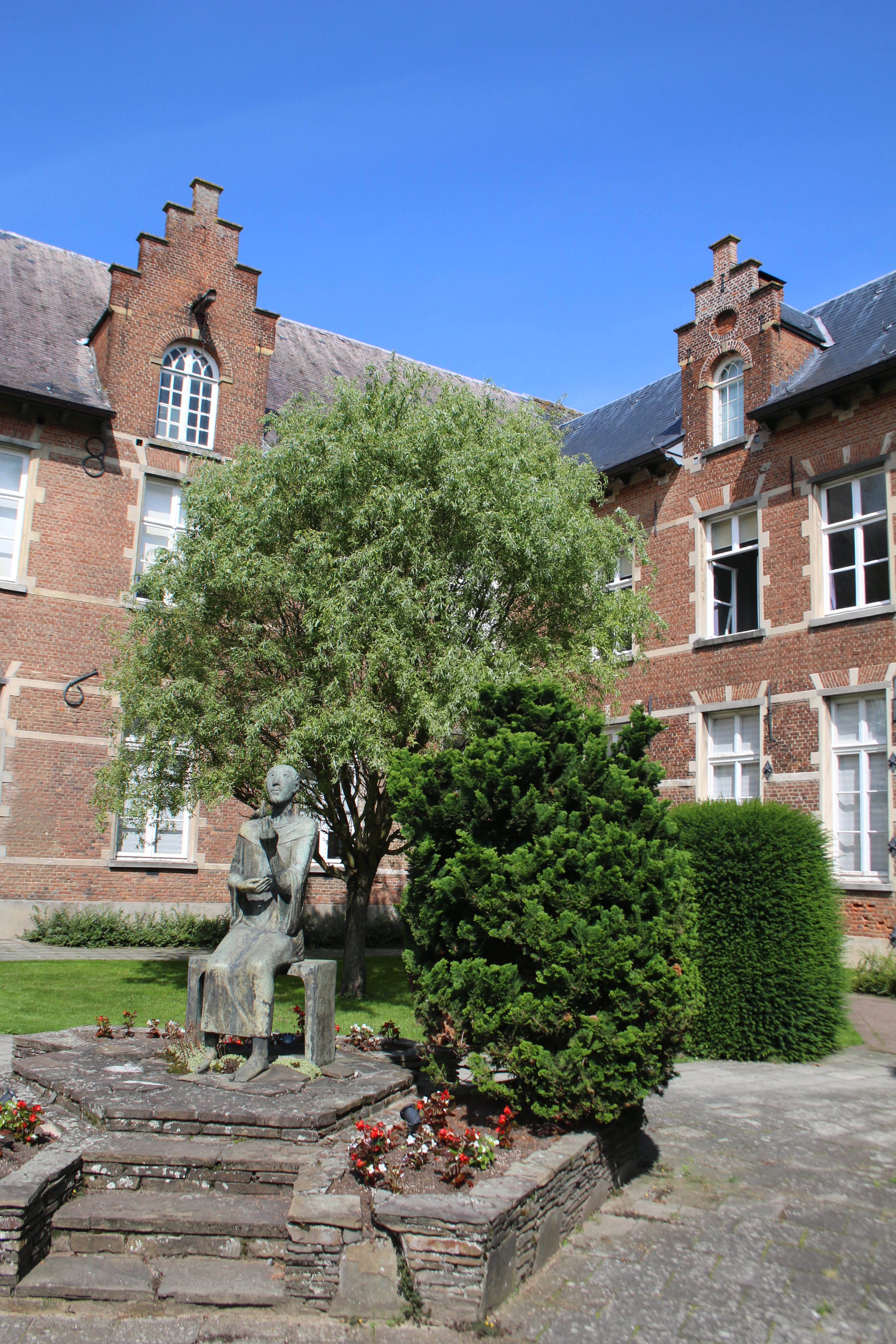